# Coeluromima subfasciata
Coeluromima subfasciata är en fjärilsart som beskrevs av W. Warren 1900. Coeluromima subfasciata ingår i släktet Coeluromima och familjen Uraniidae. Inga underarter finns listade i Catalogue of Life.